# بيلي ماماريل

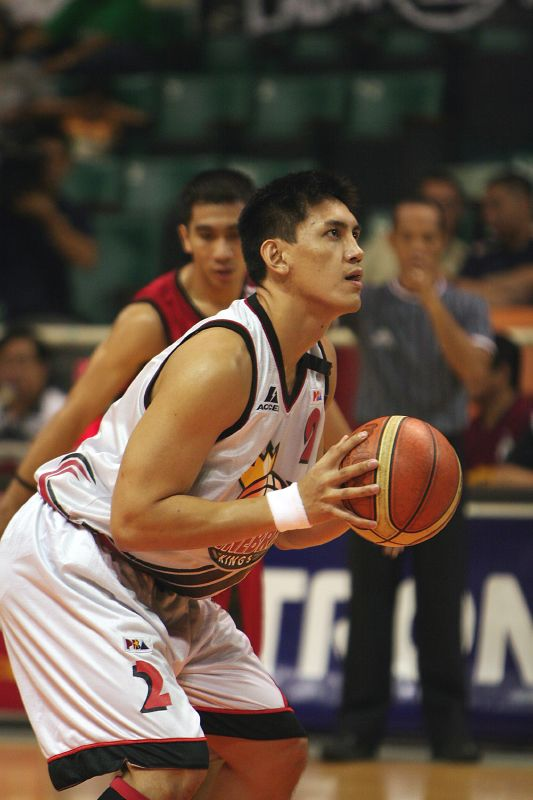
Billy Mamaril في 2007

بيلي ماماريل مواليد 25 يونيو 1980 في بولاكان، الفلبين، هو لاعب كرة سلة فلبيني سابق. بدأ مسيرته الاحترافية في سنة 2003. لعب في الرابطة الفلبينية لكرة السلة كلاعب وسط. حمل الرقم 2.

## المسيرة الاحترافية
لعب مع ستار هوتشوتز في موسم 2003–2004، ثم لعب مع باوريد تايغرز في موسم 2005–2006، ثم لعب مع بارانجي جينبرا سان ميغيل من سنة 2006 إلى 2010، ثم لعب مع باراكو بول إنرجي في سنة 2010.